# Мокрые Кусты
Мокрые Кусты — упразднённый в 1961 году посёлок в Троицком районе Челябинской области России. Ныне территория упразднённого посёлка находится на территории Нижнесанарского сельского поселения.

## География
Находится на юге Южного Урала,  на реке Санарка.

## История
Упразднён в 1961 году согласно Решению исполкома Челябинского облсовета депутатов трудящихся от 10.10.1961 N 532 «О переименовании некоторых населенных пунктов в Троицком районе Челябинской области» от 10 октября 1961 г. N 532,  со слияниям населённых пунктов Мокрые Кусты и Шалоумовский в посёлок Чкалова.